# Epikontinentalni pojas
Kontinentski šelf  (kontinentski prag, priobalni rub, epikontinentski rub, kontinentska površina, neritik) je geomorfološki oblik reljefa morskog dna. Spada u rubne oblike mora uz kontinentsku padinu. Predstavlja pojas morskog dna koji neposredno okružuje kontinente. Morsko je dno ovdje relativno plitko. Na vanjskom rubu naglo se padinama spušta prema dubokomu moru.
Epikontinentalni pojas obalne države obuhvaća morsko dno i njegovo podzemlje izvan njezinoga teritorijalnog mora preko čitavoga prirodnog produžetka njezinoga kopnenog područja (tzv. kontinentalna ravnina) do vanjskog ruba kontinentalne orubine, ili do udaljenosti od 200 morskih milja od polaznih crta od kojih se mjeri širina teritorijalnog mora, tamo gdje vanjski rub kontinentske orubine ne seže do te udaljenosti. 

## Prava obalne države na epikontinentalnom pojasu
Obalna država ostvaruje nad epikontinentalnim pojasom suverena prava radi njegova istraživanja i iskorištavanja njegovih prirodnih bogatstava. Prava obalne države isključiva su u tom smislu da, ako obalna država ne istražuje epikontinentalni pojas ili ne iskorištava njegova prirodna bogatstva, nitko ne može poduzeti te djelatnosti bez izričitog pristanka obalne države.
Prava obalne države na epikontinentalni pojas ne ovise o stvarnoj ili fiktivnoj okupaciji, niti o bilo kakvom izričitom proglasu (za razliku od isključivog gospodarskog pojasa kojeg obalna država mora proglasiti).
Prirodna bogatstva na koja obalna država polaže suverena prava obuhvaćaju rudno i drugo neživo bogatstvo morskog dna i podzemlja kao i živa bića koja pripadaju vrstama od dna, tj. bića koja su u stadiju u kojem se mogu loviti bilo nepomična na morskom dnu ili ispod njega ili se ne mogu pomicati ako nisu u stalnom fizičkom dodiru s morskim dnom ili podzemljem.

## Pravni položaj voda i zračnog prostora iznad epikontinentalnog pojasa
Prava obalne države na epikontinentalnom pojasu ne diraju u pravni položaj voda iznad njega, niti zračnog prostora iznad tih voda. Dakle, ako obalna država nije proglasila svoj gospodarski pojas, ona nema nikakva suverena prava na stupu vode iznad epikontinentalnog pojasa, kao i na zračnom prostoru.
Ostvarivanje prava obalne države na epikontinentalnom pojasu ne smije povrijediti, niti na bilo koji neopravdan način ometati plovidbu i druga prava i slobode drugih država.

## Poveznice
- Kontinentalna ravnina